# Marian Neacșu
Marian Neacșu (n. 27 mai 1964, Coșereni, România) este un politician român, deputat în Parlamentul României în mandatele 2008-2012 și 2012-2016 din partea Partidului Social Democrat Ialomița.

## Condamnare penală
Deputatul PSD de Ialomița Marian Neacșu a fost condamnat definitiv la șase luni închisoare cu suspendare pentru săvârșirea infracțiunii de conflict de interese, în 2016. El și-a angajat nelegal fiica la biroul său parlamentar. Acest fapt a fost readus în atenția opiniei publice în noiembrie 2021, când a fost propus si, ulterior, numit în funcția de secretar general al guvernului. Cu această ocazie s-a reactualizat știrea ca în 2012 a înlesnit numirea soției sale în funcția de director general al asiguratorului PAID România, deși nu îndeplinea toate condițiile necesare pentru ocuparea acestei funcții.